# Roccellographa
Roccellographa is een geslacht van schimmels in de familie Roccellographaceae. De typesoort is Roccellographa cretacea.

## Soorten
Volgens Index Fungorum bevat het geslacht drie soorten (peildatum december 2021):
| Soortnaam                    | Auteur(s)                | Publicatiejaar |
| ---------------------------- | ------------------------ | -------------- |
| Roccellographa circumscripta | (Leight.) Ertz & Tehler  | 2011           |
| Roccellographa cretacea      | J. Steiner               | 1902           |
| Roccellographa muriformis    | (Sparrius) Ertz & Tehler | 2011           |